# 東金市
東金市（とうがねし）は、千葉県の中東部に位置する市。
都市雇用圏における東京都市圏であり、東金商圏を形成する準商業中心都市。地方拠点都市に指定されている。
1954年（昭和29年）市制施行。

## 概要

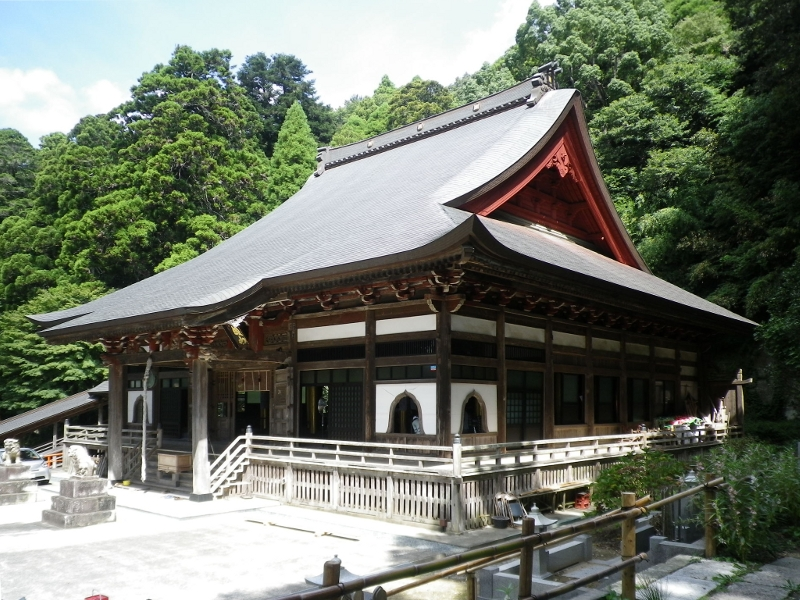
最福寺

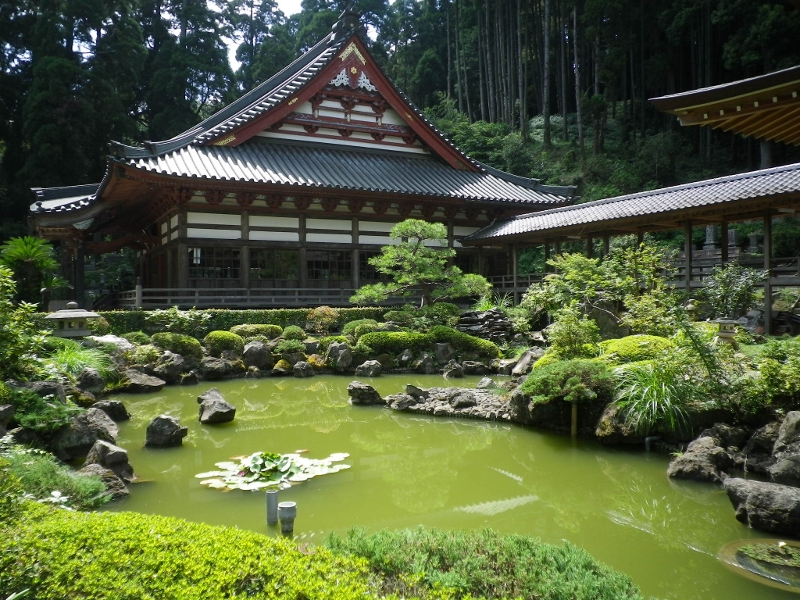
本漸寺

願成就寺

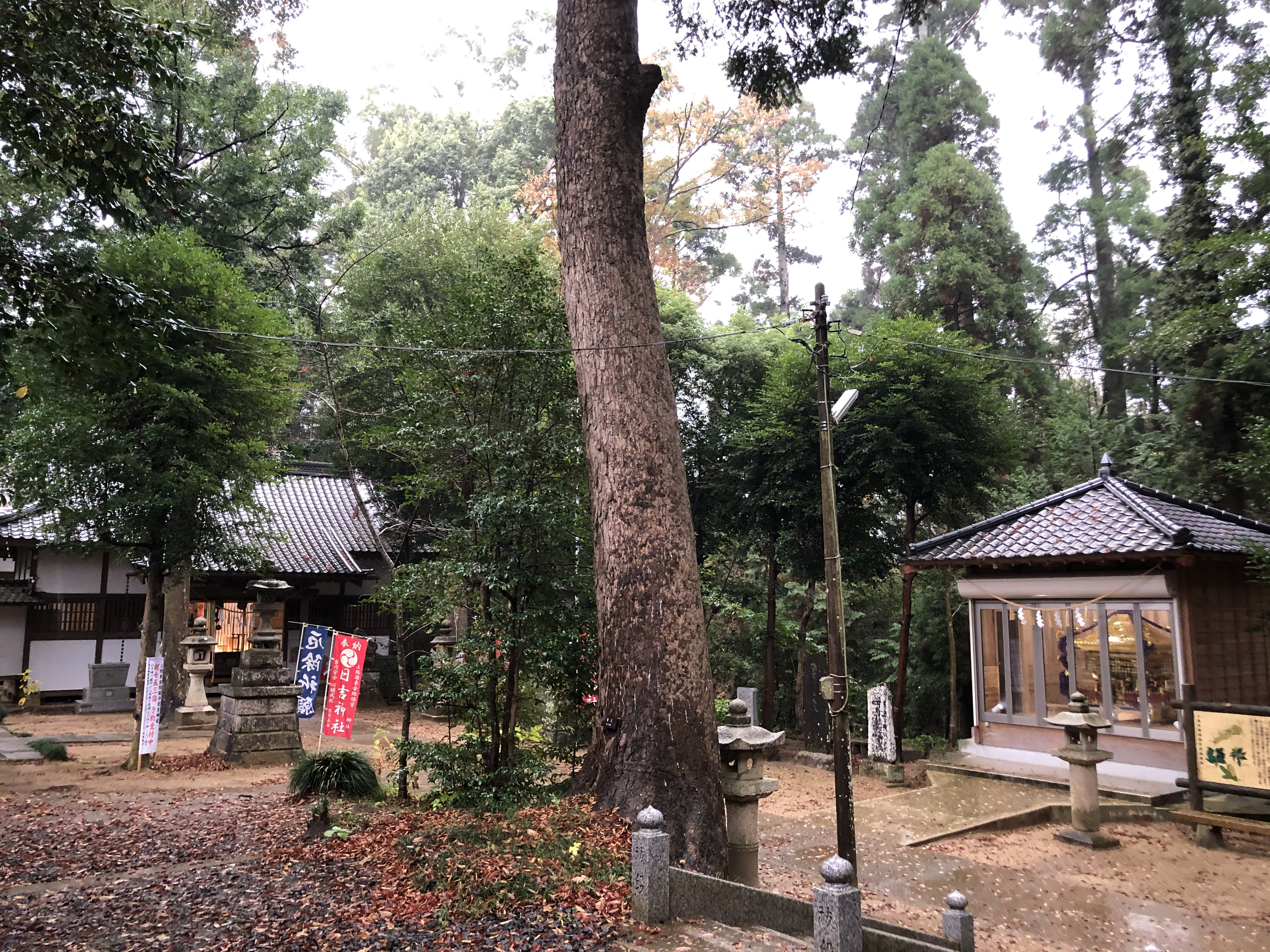
日吉神社

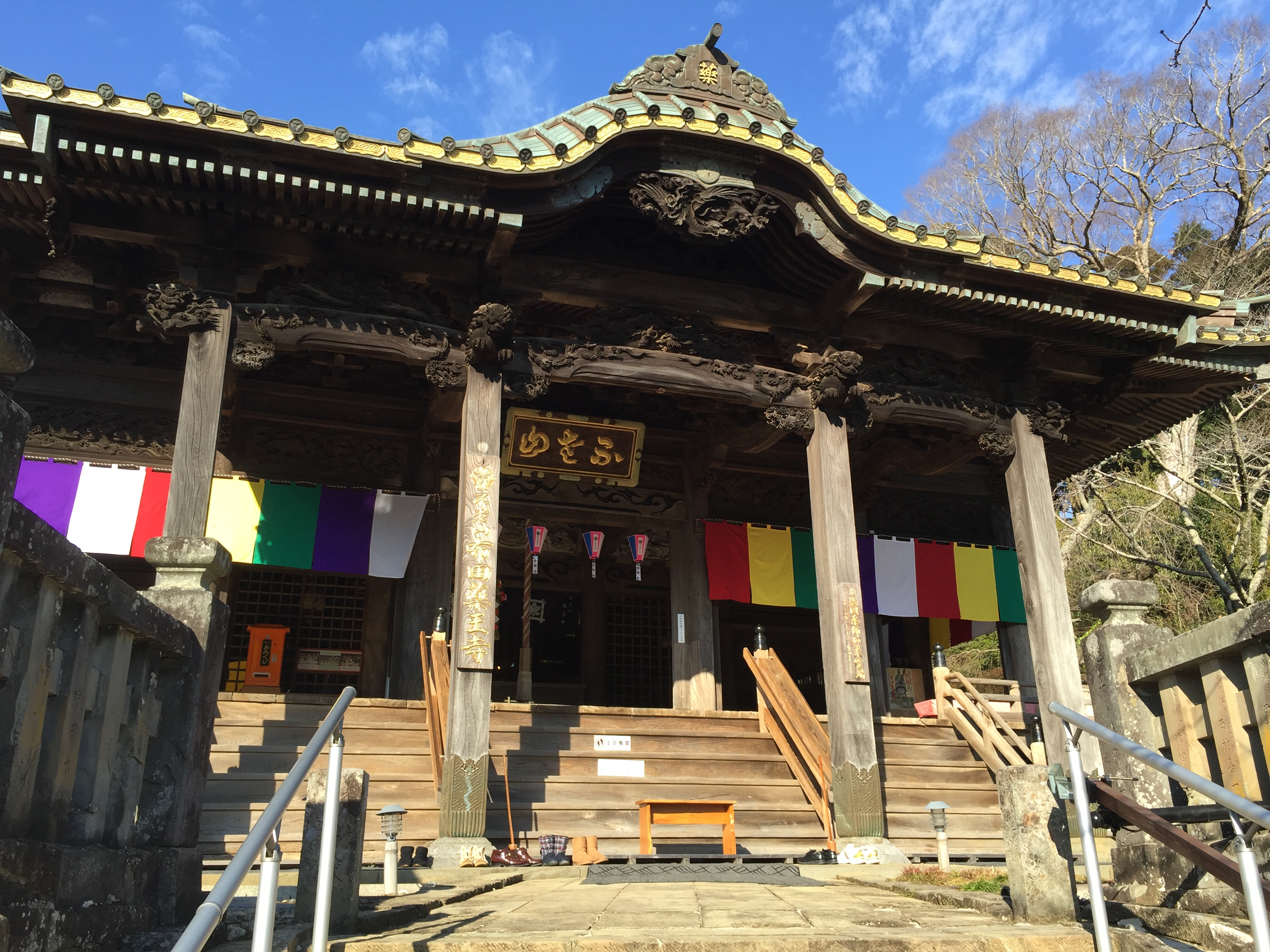
薬王寺

江戸時代には徳川将軍家（徳川家康、徳川秀忠）が八鶴湖へ鷹狩に訪れ、東金御成街道、東金御殿などを整備し、宿場町・問屋街として栄えた。
その後も山武地域（山武郡市）の拠点都市として、農業・商業を中心に発展してきた。
市の中心駅東金駅と県庁所在地の千葉駅は東金線-外房線で約35分で結ばれている。また、朝夕は京葉線経由で東京駅発着の通勤快速も運行されている。
バス輸送においても、東京駅・千葉駅への直通バスが、東関東自動車道 - 京葉道路 - 千葉東金道路経由で運行されている。
市内に所在する東金インターチェンジは千葉東金道路と首都圏中央連絡自動車道（圏央道）双方を連絡するジャンクションを併設しており、国道126号と接続し、2キロメートルほど行くと東金九十九里有料道路（台方インターチェンジ）に接続するなど、首都圏と九十九里浜（九十九里海岸）方面とを結ぶ交通の要衝となっている。

## 地理
千葉県中東部に位置し、県庁所在地である千葉市から約25キロメートルの距離である。東京都の都心から50 - 60キロメートル圏内である。都市雇用圏における東京都市圏に含まれ、千葉市への通勤率は13.7%（平成22年国勢調査）。
九十九里平野の房総台地との境界に位置し、台地の地層は上総層群の金剛地層であり、地質的に下総台地ではなく房総丘陵に近いとされる。平野部は田園地帯が太平洋方面（九十九里町）に向かって広がり、丘陵地は山武杉の森林に覆われている。
北部の極楽寺・上布田地区周辺には、隣接する山武市の飛び地が散乱している。中でも一番大きな山武市の飛び地の中には、東金市の飛び地が2つ入っており、二重飛び地となっている。

### 隣接している自治体・行政区
- 千葉市（緑区、若葉区）
- 八街市、山武市、大網白里市
- 山武郡：九十九里町

## 歴史

### 地名の由来
- 東金の由来は「鴇が根」に由来するといわれる。当地にある最福寺境内の山嶺が鴇（とき）の頭に似ていることから鴇ヶ峯と称され、トウガネに転訛し東金と言うようになったと伝えられる。
- 城の名称も『東金町誌』によると「東金城は往古上総介の属館なりしが後年千葉氏の支城となりて鴇ヶ嶺城と云う。後東鐘城と唱へまた鴇ヶ根城と号す。大永元年（1521）東金城と改称せり」とある。
- 東金では 明細帳に「村名之儀は往古は辺田方と唱申候処、慶長十九甲寅御成之節より東金町と唱申候」とあり、1614年（慶長19年）徳川家康がはじめて同地を訪れた折から東金町と称したという 。
- 同市東岩崎に旧名に由来するとみられる鴇嶺（ときがね）小学校がある。

### 年表
- 古墳時代後期（6世紀）末、玉崎神社裏横穴群が作られる。
- 807年（大同2年）伝教大師最澄によって、背後の鴇ヶ嶺山頂の山王大権現（現:古山王神社、日吉神社）とともに一宇を改修し天台宗の寺院として最福寺が創建される。
- 1249年（建長元年）赤橋流北条氏初代の北条長時が總州（上總・下總）の守護に任ぜられ、久我台城を築城した。
- 1280年（弘安3年）北条久時が總州守護に任ぜられた際に赤橋流北条氏の總州に於ける氏寺として、願成就寺が創建される。開基は北条久時。
- 江戸時代初期、徳川家康、徳川秀忠が鷹狩に訪れる。そのため東金御成街道、東金御殿などを整備。
- 1889年（明治22年）4月1日 - 町村制の施行により東金町、台方村、田間村、北之幸谷村、川場村、堀上村、押堀村、大豆谷村の区域を以って山辺郡東金町が成立。
- 1897年（明治30年）4月1日 - 山辺郡が武射郡と統合して山武郡となる。
- 1953年（昭和28年）4月1日 - 丘山村・正気村・公平村・豊成村の一部（道庭、家之子、求名、松之郷）、大和村の一部（田中、福俵、山口の一部）と合併し、改めて東金町が発足。
- 1954年（昭和29年）4月1日 - 源村の一部（上布田、極楽寺、三ヶ尻、酒蔵、滝沢）、福岡村の一部（下谷、上谷、東中島、一之袋、二之袋、大沼田、小沼田、砂古瀬、依古島新田、西中）を編入のうえ市制を施行し、東金市となる。
- 1965年（昭和40年）10月1日 - 「東金市民歌」を制定。
- 1993年（平成5年）10月1日 - 山武郡大網白里町（現・大網白里市）と境界変更。

## 人口
平成27年国勢調査より前回調査からの人口増減をみると、1.78％減の60,652人であり、増減率は県下54市町村中22位、60行政区域中28位。
| |                                        |  |
| 東金市と全国の年齢別人口分布（2005年） | 東金市の年齢・男女別人口分布（2005年） |  |
| ■紫色 ― 東金市 ■緑色 ― 日本全国 | ■青色 ― 男性 ■赤色 ― 女性              |  |
| 東金市（に相当する地域）の人口の推移 \| 1970年（昭和45年） \| 32,065人 \| \| \| 1975年（昭和50年） \| 33,406人 \| \| \| 1980年（昭和55年） \| 35,603人 \| \| \| 1985年（昭和60年） \| 38,513人 \| \| \| 1990年（平成2年） \| 45,179人 \| \| \| 1995年（平成7年） \| 54,520人 \| \| \| 2000年（平成12年） \| 59,605人 \| \| \| 2005年（平成17年） \| 61,701人 \| \| \| 2010年（平成22年） \| 61,751人 \| \| \| 2015年（平成27年） \| 60,652人 \| \| \| 2020年（令和2年） \| 58,219人 \| \| |                                        |  |
| 総務省統計局 国勢調査より |                                        |  |
| 1970年（昭和45年） | 32,065人                               |  |
| 1975年（昭和50年） | 33,406人                               |  |
| 1980年（昭和55年） | 35,603人                               |  |
| 1985年（昭和60年） | 38,513人                               |  |
| 1990年（平成2年） | 45,179人                               |  |
| 1995年（平成7年） | 54,520人                               |  |
| 2000年（平成12年） | 59,605人                               |  |
| 2005年（平成17年） | 61,701人                               |  |
| 2010年（平成22年） | 61,751人                               |  |
| 2015年（平成27年） | 60,652人                               |  |
| 2020年（令和2年） | 58,219人                               |  |

- 総人口 - 61,701人　（全国645位）
- 世帯数 - 22,701世帯　（全国622位）
- 年少（15歳未満）人口率 - 14.00％　（全国797位）
- 高齢（65歳以上）人口率 - 17.77％　(全国367位)
  - 全国（2033団体）の中には都道府県や政令指定都市の区が重複

総務省統計局 統計で見る市区町村のすがた2007　より（データは2005年）
- 消滅可能性都市に指定され、今後取り組むべき将来の方向を提示する「東金市まち・ひと・しごと創生総合戦略[4]」が策定されている。

## 行政
- 市長：鹿間陸郎（2018年4月25日就任、2期目）

### 歴代市長
特記なき場合「統計データ（歴代市長、助役・副市長、収入役、教育長）」による。
| 代 | 氏名       | 就任                       | 退任                       | 備考         |
| -- | ---------- | -------------------------- | -------------------------- | ------------ |
| 1  | 能勢剛     | 1954年（昭和29年）4月1日   | 1956年（昭和31年）6月12日  | 旧東金町長   |
| 2  | 布施六郎   | 1956年（昭和31年）7月29日  | 1960年（昭和35年）7月13日  |              |
| 3  | 内山常治郎 | 1960年（昭和35年）7月14日  | 1964年（昭和39年）9月18日  | 在任中に死去 |
| 4  | 能勢剛     | 1964年（昭和39年）10月30日 | 1968年（昭和43年）10月29日 |              |
| 5  | 石橋一弥   | 1968年（昭和43年）10月30日 | 1975年（昭和50年）2月11日  |              |
| 6  | 早野尚治   | 1975年（昭和50年）2月23日  | 1982年（昭和57年）3月19日  | 在任中に死去 |
| 7  | 野口洋一   | 1982年（昭和57年）4月25日  | 1994年（平成6年）4月24日   |              |
| 8  | 岡本健     | 1994年（平成6年）4月25日   | 1998年（平成10年）4月24日  |              |
| 9  | 志賀直温   | 1998年（平成10年）4月25日  | 2018年（平成30年）4月24日  |              |
| 10 | 鹿間陸郎   | 2018年（平成30年）4月25日  | 現職                       |              |

### 警察・消防

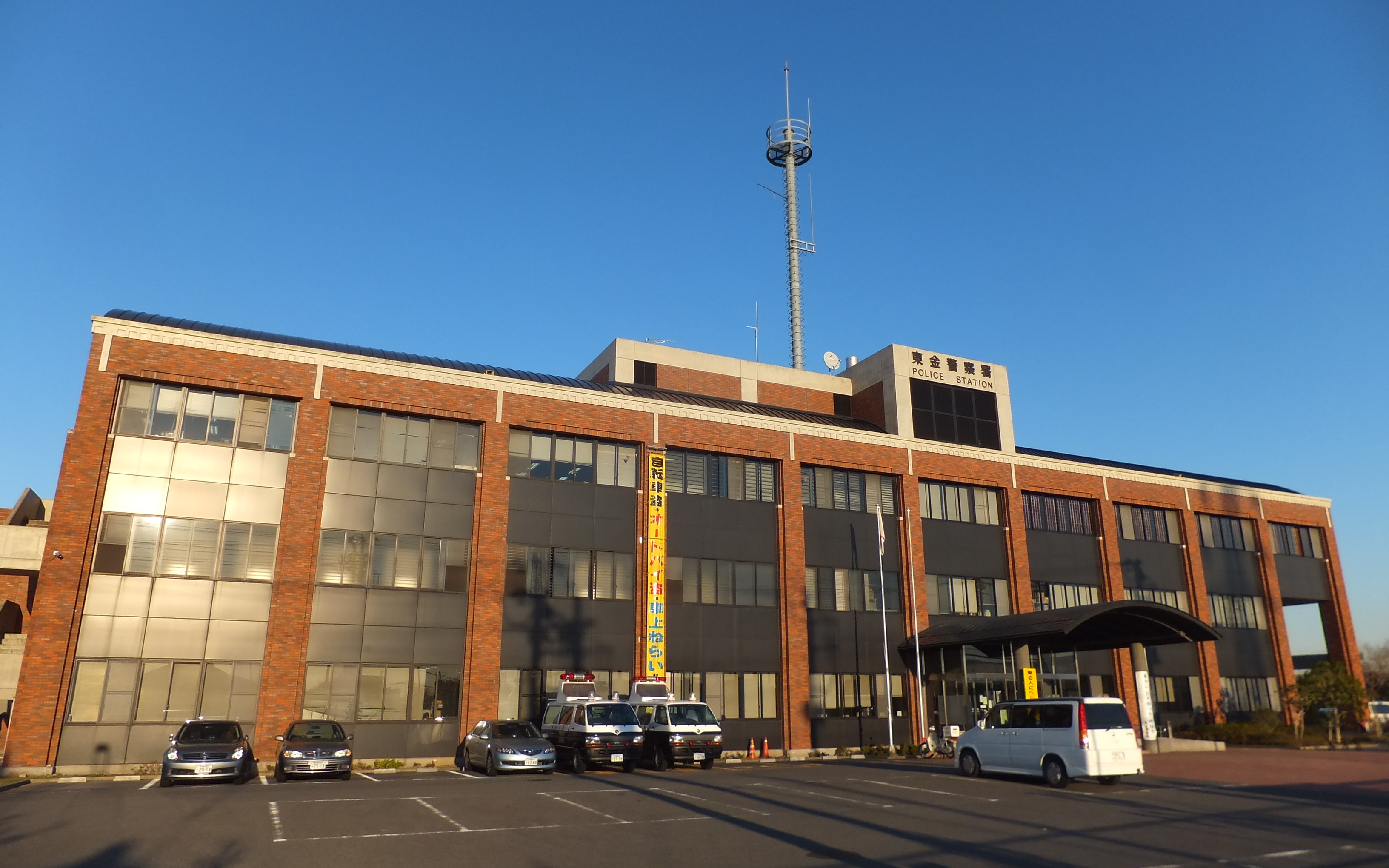
東金警察署庁舎

- 東金警察署
  - 砂古瀬駐在所
  - 丘山駐在所
  - 関内駐在所
  - 道庭駐在所
  - 広瀬駐在所
  - 源駐在所
  - 大和駐在所
- 山武郡市広域行政組合
  - 中央消防署（消防本部）

### 郵便事業

東金郵便局

- 東金郵便局

## 議会

### 千葉県議会
- 選挙区：東金市選挙区
- 定数：1人
- 投票日：2023年4月9日
- 当日有権者数：47,553人
- 投票率：32.95％

| 候補者名 | 当落 | 年齢 | 所属党派   | 新旧別 | 得票数  |
| -------- | ---- | ---- | ---------- | ------ | ------- |
| 石橋清孝 | 当   | 74   | 自由民主党 | 現     | 9,566票 |
| 西原晴美 | 落   | 60   | 立憲民主党 | 新     | 5,816票 |

### 衆議院
- 選挙区：千葉11区（茂原市、東金市、勝浦市、山武市、いすみ市、大網白里市、山武郡（芝山町、九十九里町、横芝光町の旧横芝町域）、長生郡、夷隅郡）
- 任期：2021年10月31日 - 2025年10月30日
- 当日有権者数：351,570人
- 投票率：51.38％

| 当落 | 候補者名 | 年齢 | 所属党派     | 新旧別 | 得票数    | 重複 |
| ---- | -------- | ---- | ------------ | ------ | --------- | ---- |
| 当   | 森英介   | 73   | 自由民主党   | 前     | 110,538票 |      |
|      | 椎名史明 | 64   | 日本共産党   | 新     | 30,557票  |      |
| 比当 | 多ケ谷亮 | 52   | れいわ新選組 | 新     | 30,432票  | ○    |

## 経済

### 農業
農業は盛んであり、市内には市民農園 や観光農園がある。また、農業に必要な基礎知識と農作業の基本技術を学ぶことを目的とした千葉県立農業大学校があり、文部科学省から、専門士の称号を付与する専修学校としての指定を受け、農学科または研究科を卒業した者は、専門士（農業専門課程）の称号を称することができる。

### 林業
東金は「植木のまち」とも称され、造形技術の取得に取り組みマキやツゲなどの造形木を生産している。
市内のイヌマキなどは千葉県植木銘木100選に選定されている。

### 工業
市内には千葉東テクノグリーンパーク（CETEC）などの工業団地がある。

#### 市内に工場等を置く企業
- 日本ペイント・インダストリアルコーティングス千葉工場
- 丸山製作所千葉工場・東京営業所
- ソニーカスタマーサービス（株） 東金テクノロジーサイト（修理工場）

### 商業

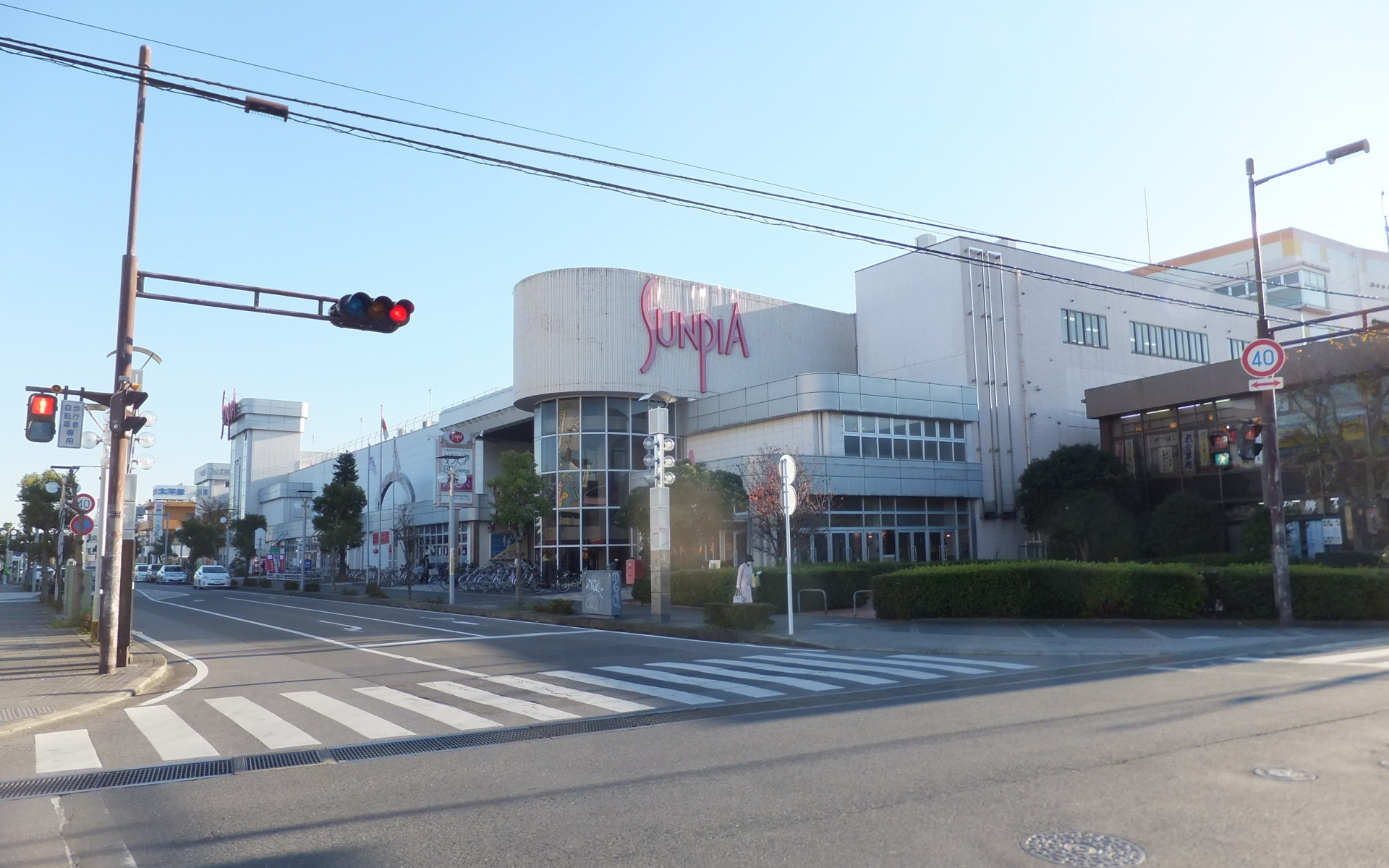
東金ショッピングセンター サンピア

東金商圏を形成する準商業中心都市 であり、周辺自治体から人が集まってくる。モータリゼーションの進行により、東金インターチェンジから山武市にかけての国道126号沿線にロードサイド店舗（大型店）が多く、店舗密集地になっている一方で、かつての商業中心地であった東金駅周辺では駅南側の東金ショッピングセンター サンピア（大型店）に買い物客が集客しているため、駅北側の商店街が衰退傾向にある。商店街では一般社団法人や商店街組合など有志のグループによる多田屋店舗（国の登録有形文化財）の改修を行い、交流拠点として活用するなど商店街活性化への動きもみられる。市では空き店舗の活用や貸し店舗改修費用の利子補助なども検討している。

#### 市内に本社のある主要企業
- 東金文化会館
- 南総通運（東証ジャスダック）
- 九十九里鉄道
- 多田屋
- アインズホーム株式会社
- 株式会社コーエイ・アールシー本社

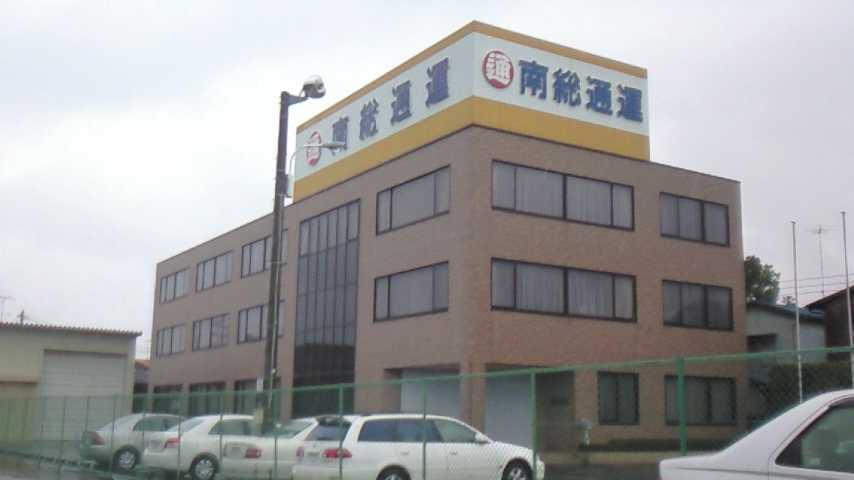
南総通運本社
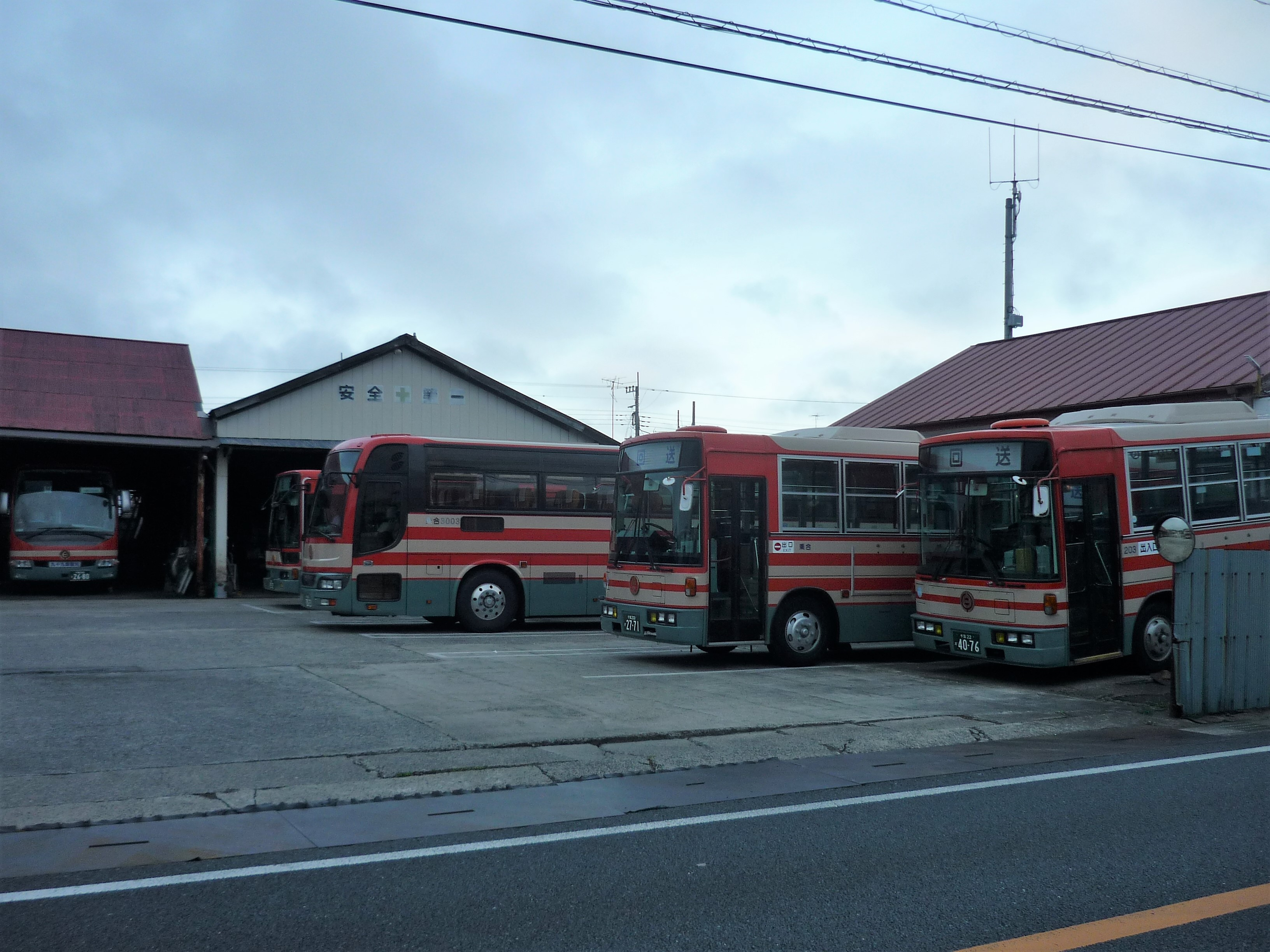
九十九里鉄道本社

## 姉妹都市・提携都市

### 日本国内
- 安曇野市（長野県）[広報 1][広報 2]
  - 2015年4月5日 - 友好都市締結[広報 2]
  - 2016年10月25日 - 災害時相互援助協定締結[広報 2]

東金市と堀金村との間で、1993年より地域間交流開始。

### 日本国外
- リュエイユ・マルメゾン（フランス共和国イル＝ド＝フランス地域圏オー＝ド＝セーヌ県）[広報 3][12]
  - 1990年11月7日 - 姉妹都市宣言調印[広報 3][12]

元東京電力東金営業所長が仲介し、友好親善事業が進められていた縁。

## 地域

### 医療

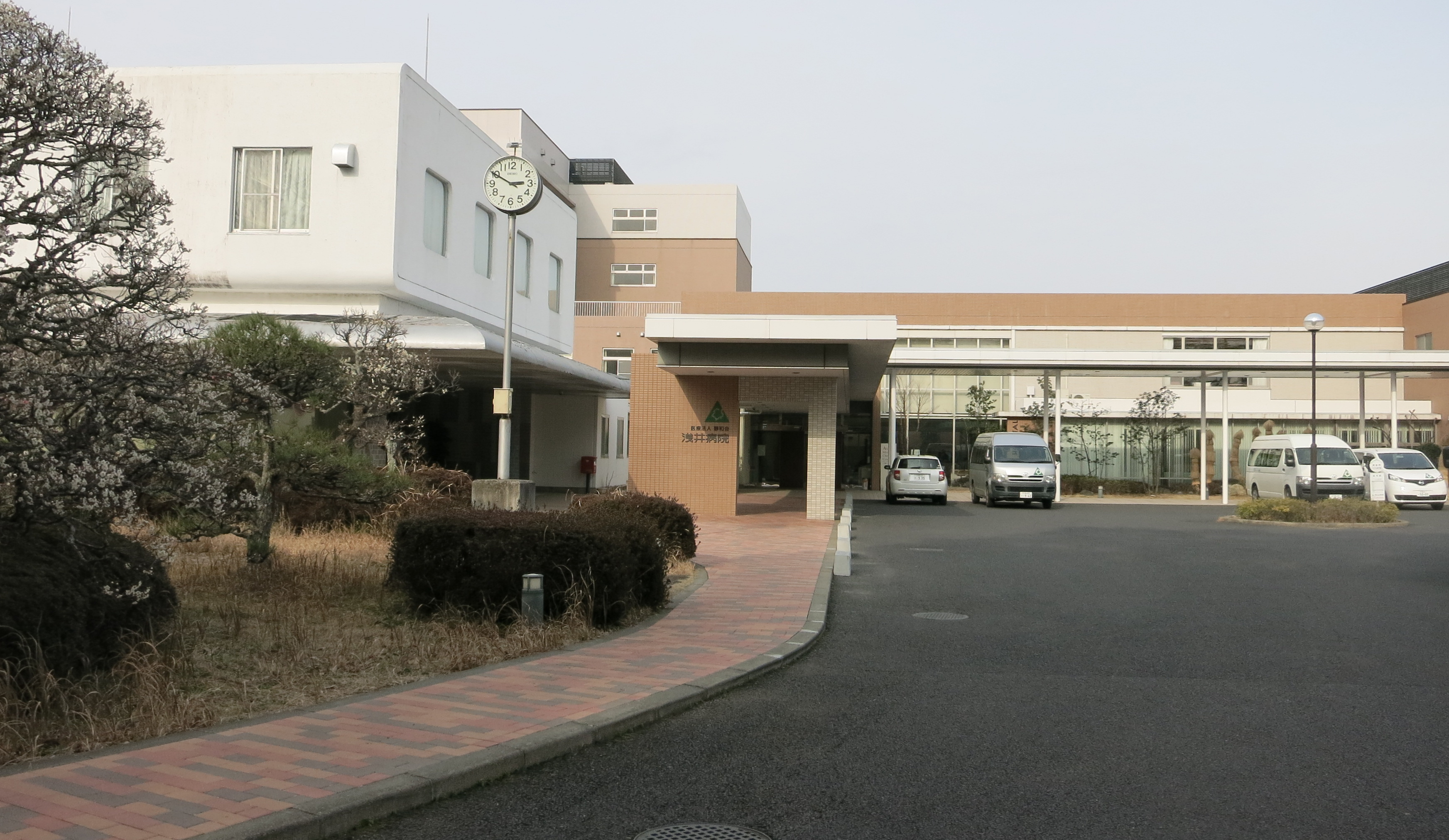
浅井病院

二次医療圏（二次保健医療圏）としては山武・長生・夷隅医療圏（管轄区域：山武・長生・夷隅地域）である。三次医療圏は千葉県医療圏（管轄区域：千葉県全域）。
医療提供施設は特筆性の高いもののみを記載する。
- 市内の医療機関
  - 東千葉メディカルセンター（災害拠点病院[14]・救命救急センター）
  - 浅井病院
- 二次医療圏
  - 公立長生病院（茂原市、緊急機関センター）

### 教育
- 東金小学校（1974年廃校）関連

日本一の絵画学校
1947年（昭和22年）の第一回全国子供美術展（共催：毎日新聞社・千葉県教育委員会）において、東金小学校（吉原実校長）の児童が複数特選に入選したことを受け、その指導者であった、東金町在住の石塚太喜治画伯を美術教師として招いたところ、翌年以降続けて70名以上（入選者は全国で約350名）の大量入選者を輩出し、1948年（昭和23年）から5年連続で最優秀校として表彰され全国一の絵画学校として名を馳せた。当時、全日本学生音楽コンクール小学生の部で同小の大野亮子（深沢亮子）が第一位となったこととも合わせ、芸術の町東金を大々的にアピールすべく、町主催の芸術祭も開催された。
フラフープ禁止令
その後、フラフープが流行していた1958年（昭和33年）に、腸ねん転を起こす恐れがあると当時の東金小学校（実方弥校長、後の東金市教育長）がフラフープ禁止令を出したことをきっかけとして全国でブームが沈静化。2010年11月再びブームが起こった際に、当時のことへの謝罪の意味も込めて、市の中央公園（東金小学校跡地）にフラフープの記念碑が建てられた。また、東金市生まれのオリジナルスポーツとしてEGフープバトル世界選手権というリングの中で1対1でフラフープを回してぶつけ合い、相手のフラフープを落とし合うゲームが開催されている。

#### 大学
- 城西国際大学
  - 東金キャンパス

#### 高等学校
公立
- 千葉県立東金高等学校
- 千葉県立東金商業高等学校

私立
- 千葉学芸高等学校

#### 中学校
- 東金市立東金中学校
- 東金市立東中学校
- 東金市立西中学校
- 東金市立北中学校

#### 小学校
- 東金市立鴇嶺小学校
- 東金市立東小学校
- 東金市立城西小学校
- 東金市立丘山小学校

- 東金市立正気小学校
- 東金市立豊成小学校
- 東金市立福岡小学校
- 東金市立日吉台小学校

#### 特別支援学校
- 千葉県立東金特別支援学校

#### 専修学校
- 千葉県立農業大学校 - 農業改良助長法に基づく農業者研修教育施設でもある。

#### 職業訓練施設
- 千葉県立東金高等技術専門校 - 職業能力開発促進法に基づく職業能力開発校
- 千葉県警察学校 - 警察法に基づく警察学校

### 学会
- 日本華僑華人学会

### インフラ整備の状況

#### 通信
- ケーブルテレビ局
  - 広域高速ネット二九六のサービスエリア内である。また同市中心部のショッピングセンターや市役所ロビーでは多数のモニターテレビが設置されており積極的な広報活動が行われている。
- インターネット
  - 中心部および新興住宅地では、大半の地域で光ファイバーによる100Mpbsの通信が可能であり、他の周辺地域でもADSLによる高速ネット環境が利用できる。
- 固定電話
  - NTT市外局番は0475で、茂原MAと同じであるので注意が必要である。東金MAは5x - 8xを、茂原MAは1x - 4xを使用している。これらの区域をまたいでの通話は市外通話になるとともに、他の区域での市外局番無しの通話は同じ市外局番であってもつながらない場合がある。
- 携帯電話
  - 台地部分は、多くの基地局が設置されているので、平野部分での通信状態は良好であるが、逆に平野部以外の地域は電波状態に注意が必要である。
- 地上波テレビ放送
  - 東金テレビ中継局（東金市小沼田）が、東金市・山武市・茂原市・山武郡・長生郡の地上波デジタル放送（地デジ）を全局中継している。大半の市内地域では簡易アンテナか室内アンテナ程度の受信設備でも地デジを受信可能である[18]。2011年（平成23年）7月24日をもって廃局となったアナログ波中継局はNHK2波と千葉テレビが設置されていたが、特にNHK2波においては春から夏ごろにかけて発生するスポラディックE層よる受信障害対策にもなっていた。

#### 電気
東金に電気が点いたのは1913年（大正2年）である。1911年（明治44年）10月才賀藤吉が事業許可を受けて、東金電気を1912年（明治45年）4月に設立。東金町に発電所（瓦斯力、出力75kW）を建設し、1913年（大正2年）8月に事業開始した。供給区域は山武郡東金町、大和村、大網町、公平村、成東町、正気村、片貝村。1919年（大正8年）12月佐原電灯（常総電気）に譲渡された。

### キャラクター
- ご当地キャラクター
  - やっさくん
  - とっちー[23]（新公式マスコットキャラクター[24]）
- ローカルアイドル
  - YASSA Comachi

## 交通

### 鉄道路線
東日本旅客鉄道（JR東日本）
- ■ 東金線
  - - 福俵駅 - 東金駅 - 求名駅 -

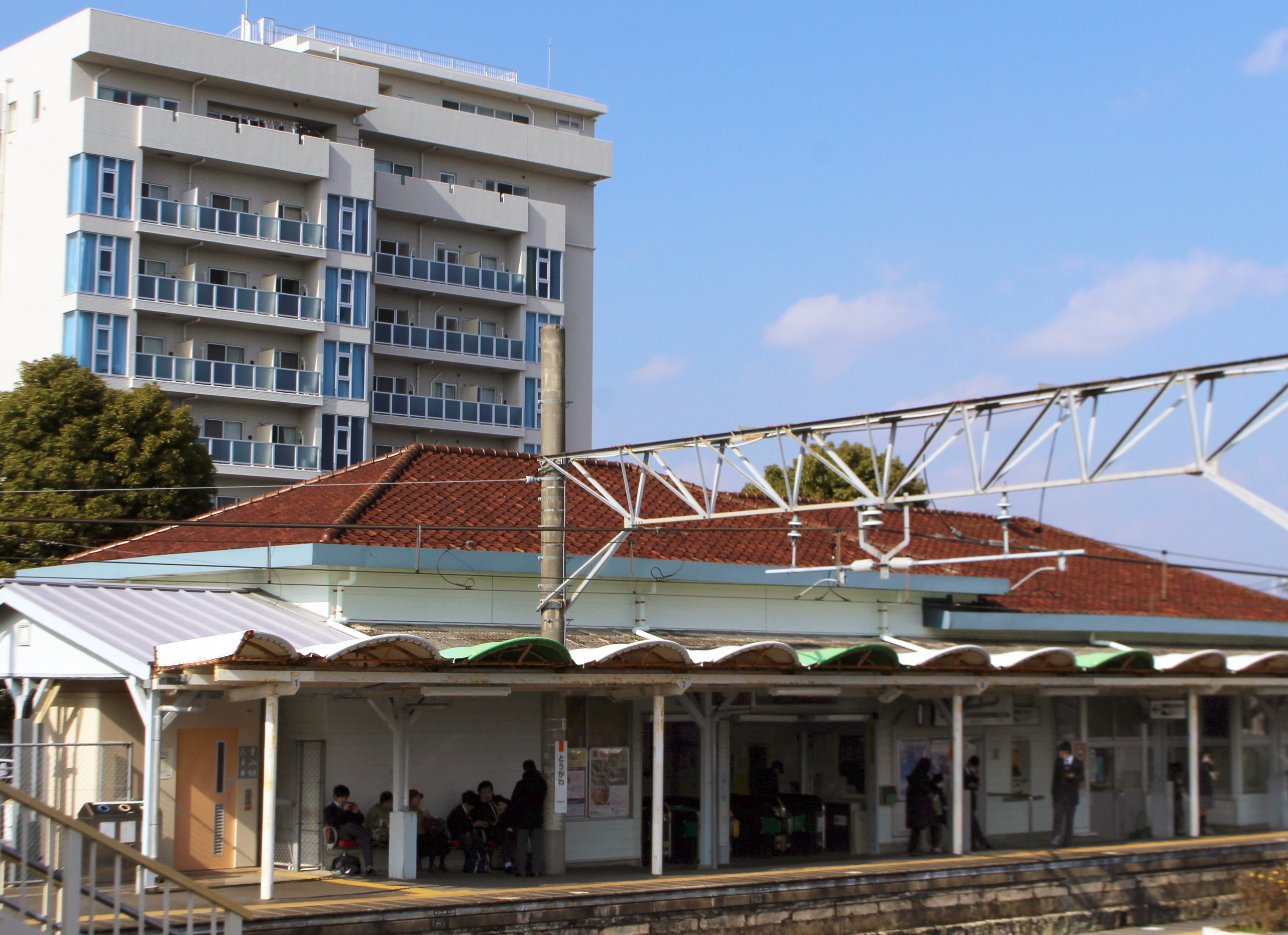
東金駅（JR東日本）

国鉄時代に東金に総武本線を通す話があったが、当時豪商となっていた地元の有力者達は、人や資源の流出を恐れてこれを回避させた。

### バス路線

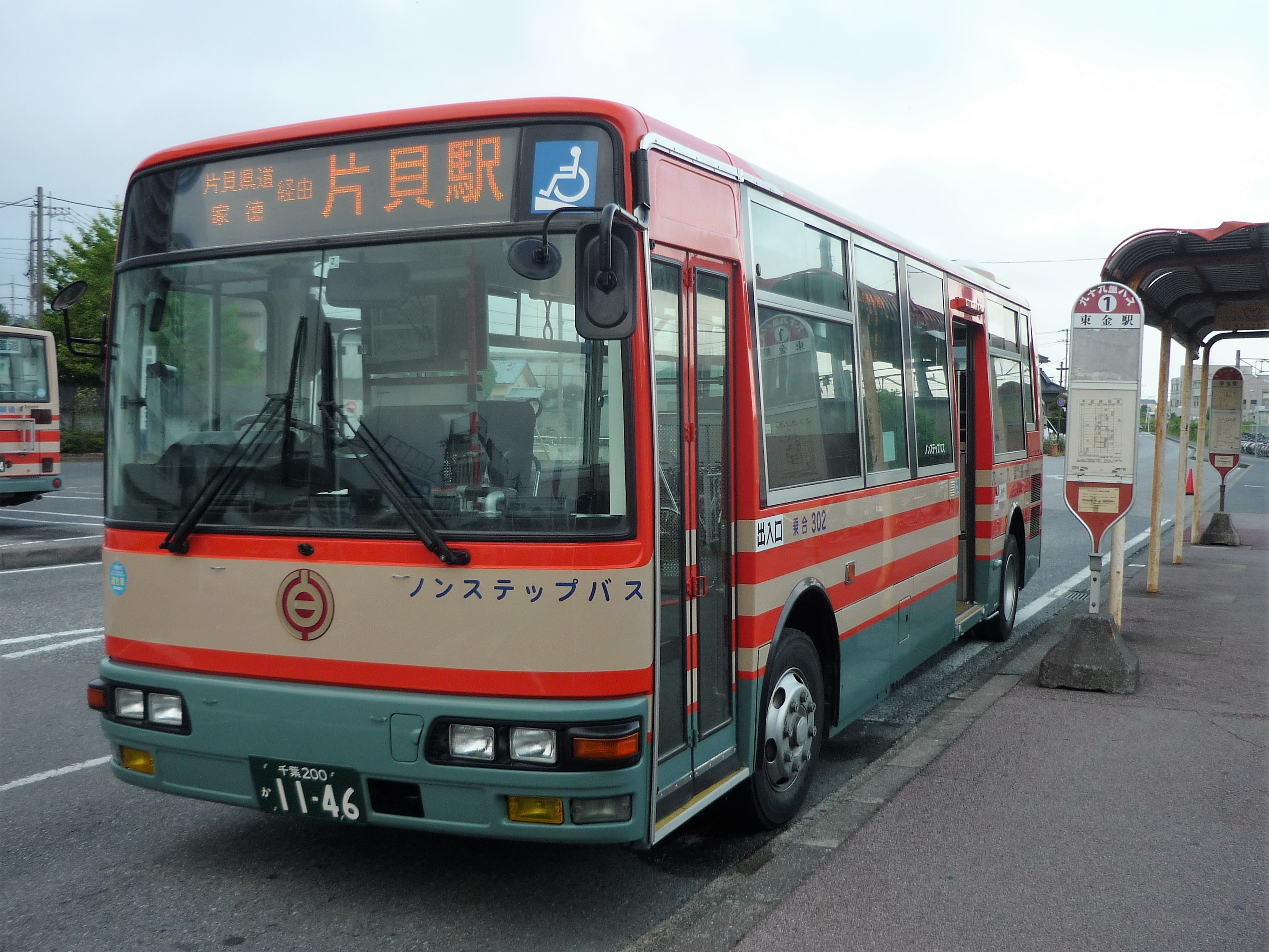
九十九里鉄道バス

市内を京成バス千葉イースト、九十九里鉄道バス（本社）、小湊鉄道バス（小湊鉄道東金営業所）、市内循環バス（福岡路線・豊成路線）が運行している。

#### 高速バス
東京駅・浜松町駅ルート
- 【シーサイドライナー】東京駅 - 東金駅 55分（京成バス千葉イースト）[広報 7]
  - 東金駅入口経由：成東 - 家の子 - 公平農協 - 砂押県道 - 東金商高入口 - 裁判所前 - 片貝県道入口 - 東金駅入口 - 八鶴湖入口 - 上宿 - 城西小学校 - 台方一丁目 - 雄蛇ヶ池入口 - 丘山小学校⇔バスターミナル東京八重洲
- 【東京駅・潮見駅 - 季美の森】（小湊鉄道）[広報 4]
  - 季美の森経由：白子中里 - 白子車庫 - 牛込 - サンライズ九十九里 - 白里海岸 - 白里小学校 - 柳橋 - 増穂局前 - ちば興銀前 - 大網駅 - 大網中学校入口 - 南センター前 - 東一丁目 - 山田インター・みきの湯前 ⇔ バスターミナル東京八重洲 - 東雲車庫

千葉駅・千葉中央駅ルート
- 【フラワーライナー】千葉駅 - 東金駅 35分（京成バス千葉イースト）[広報 8]
  - 東金駅入口経由：成東 - 家の子 - 公平農協 - 砂押県道 - 東金商高入口 - 裁判所前 - 片貝県道入口 - 東金駅入口 - 八鶴湖入口 - 上宿 - 城西小学校 - 台方一丁目 - 雄蛇ヶ池入口 - 丘山小学校 ⇔ 都町球場入口 - 中央三丁目 - 中央二丁目 - 千葉駅 - 千葉中央駅
  - 東金バイパス経由：成東 - 武射田火の見下 - 武射田 - 士農田 - 下谷 - 求名 - 求名駅入口 - 求名駅 - 求名駅入口 - 砂押 - 東中学校 - 片貝県道交差点 - 東金中学校 - 南上宿 - 砂郷 - 台方一丁目 - 雄蛇ヶ池入口 - 丘山小学校 ⇔ 都町球場入口 - 中央三丁目 - 中央二丁目 - 千葉駅 - 千葉中央駅
- 【レイクサイドライナー】千葉駅 - レイクサイドヒル 40分（京成バス千葉イースト 九十九里鐵道） [広報 9]
  - レイクサイドヒル経由：八坂台1丁目 - 八坂台3丁目 - 日吉台4丁目 - 湖北台 - 日吉台7丁目 - 日吉台6丁目 - 南が丘 - 西が丘 - 日吉台2丁目 - 北中学校前 - 高等技術専門校 - 東金NT丘の街 ⇔ 中央3丁目 - JR千葉駅
- 【サンライズ号】千葉駅 - 季美の森 24分（小湊鉄道）[広報 10]
  - 季美の森経由：白子車庫 - 牛込 - 浜宿 - 南四天木 - 堀川橋 - 白里海岸 - 北今泉 - サンライズ九十九里⇔丘山台三丁目 - 季美の森・むぎわら公園 - 季美の森・南センター - ゴルフ場入口 ⇔ 中央三丁目 - JR千葉駅

#### 路線バス
- 【九十九里鉄道バス】 [広報 11]
  - 片貝線、豊海線、東金レイクサイドヒル線、八街線、大網線、千葉学芸高校線、東金商業線
- 【東金市内循環バス】
  - 福岡路線、豊成路線

### 道路
有料道路
- 首都圏中央連絡自動車道（圏央道）
  - - 東金IC/JCT -
- 千葉東金道路
  - - 山田IC - 東金IC/JCT
- 東金九十九里有料道路
  - 台方IC - 押堀IC - 福俵PA - 小沼田IC -

一般国道
- 国道126号
- 国道128号
- 国道409号

主要地方道
- 千葉県道25号東金片貝線
- 千葉県道75号東金豊海線
- 千葉県道83号山田台大網白里線

都道府県道
- 千葉県道119号東金源線
- 千葉県道124号緑海東金線
- 千葉県道214号東金停車場線
- 千葉県道275号求名停車場線
- 千葉県道301号東金山田台線

街道
- 東金御成街道

道の駅
- 道の駅みのりの郷東金

### 空港
近隣の空港として千葉県成田市の成田国際空港（成田空港）または東京都大田区の東京国際空港（羽田空港）が最寄りとなる。
成田国際空港
詳細は成田国際空港へのアクセスを参照。
- 鉄道路線
  - 【JR東日本】東金線（外房線直通）にて東金駅 - 千葉駅（成田線へ乗換） - 空港第2ビル駅（成田第2・第3ターミナル）・成田空港駅（成田第1ターミナル）にアクセス可能である。

東京国際空港
詳細は東京国際空港へのアクセスを参照。
- バス路線
  - 【アクアライン高速バス】東金駅（東口）と東京国際空港を結ぶ路線が運行されている。

## 名所・旧跡・観光スポット・祭事・催事

### 名所・旧跡
- 日吉神社
- 田間神社
- 火正神社

日吉神社

- 總州 願成寺 - 詳名・同夢山 願成就寺。鎌倉期に赤橋流北条氏により創建の古刹。正月の初詣・春の桜の時期には多くの参拝客で賑う。枝垂桜の名所。
- 最福寺 - 江戸時代には江戸幕府から朱印状が与えられ、妙満寺派（現在の顕本法華宗）本山輪番上総十ヶ寺の一つであった。
- 本城寺
- 本漸寺 - 江戸時代には妙満寺派本山輪番上総十ヶ寺のひとつであった。
- 妙経寺
- 妙泉寺 - 通称・千葉厄除け不動尊。目黒不動尊 瀧泉寺（東京都目黒区）、飛不動尊 正宝院（東京都台東区）とともに関東厄除け三不動の一つ[25]。初詣には多くの参拝客で賑わう。
- 薬王寺
- 東金城址 - 別名「鴇峰城」。
- 八鶴亭 - 旧八鶴館。明治期創業の老舗旅館で北原白秋や伊藤左千夫ら多くの文人墨客が訪れ、現存する建物（大正から昭和初期）5棟が国の登録有形文化財に登録されている[26]。
- 東金御殿跡地 - 千葉県立東金高等学校の敷地が跡地となっている。
- 切られ与三郎の墓 - 4代目伊三郎の墓。

願成寺
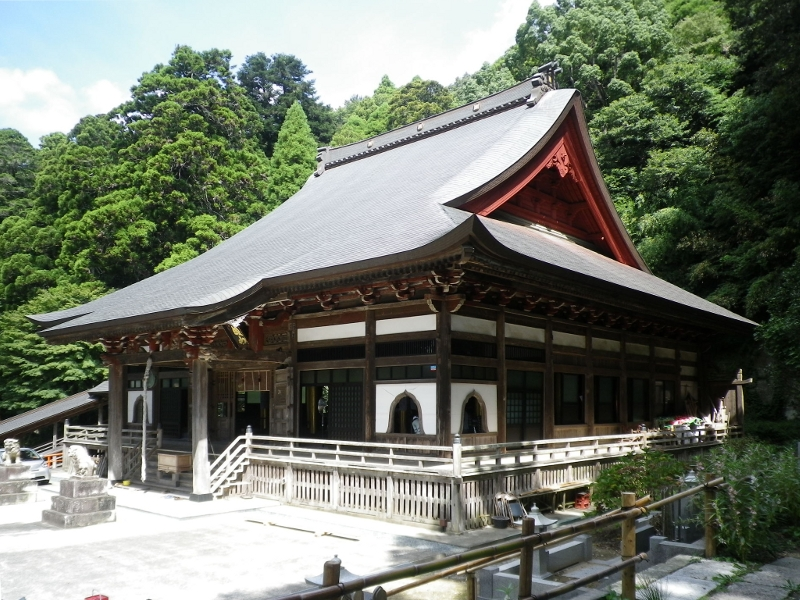
最福寺
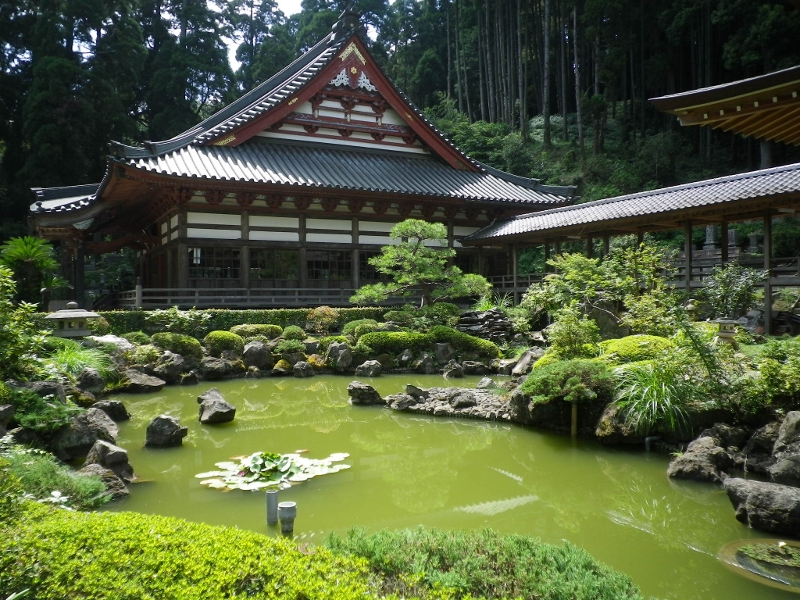
本漸寺

### 観光スポット
- 八鶴湖 - さくらの名所。

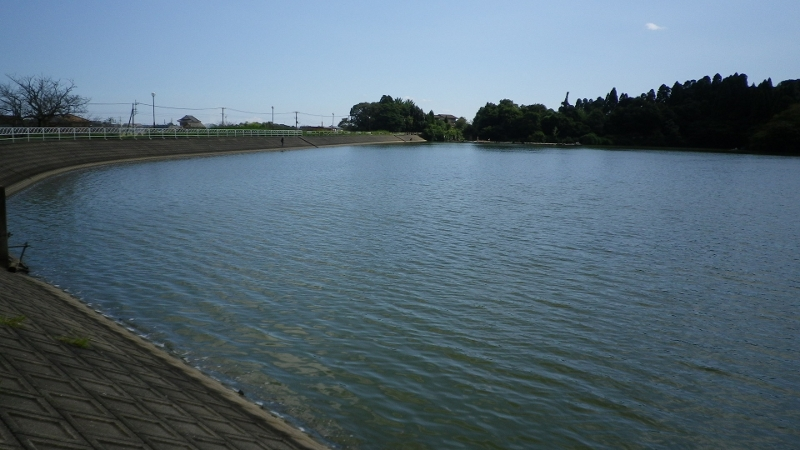
雄蛇ヶ池

- ときがね湖（東金ダム） - 公園が整備されており休日などは市民でにぎわう。
- 雄蛇ヶ池 - バスフィッシングで有名。
- 東金市山王台公園 - さくらと初日の出で有名。
- 東金中央公園 -  公園中央には公園のシンボルとして大シダレザクラがある。
- 東金ぶどう郷（松之郷） - 圏内屈指のぶどう園が立ち並ぶエリア。秋のみの開業。
- 菅原工芸硝子 - 自分でガラス細工を作ることが可能[広報 12]。
- 成東・東金食虫植物群落 - 国の天然記念物の湿原。指定地域は山武市に跨る。

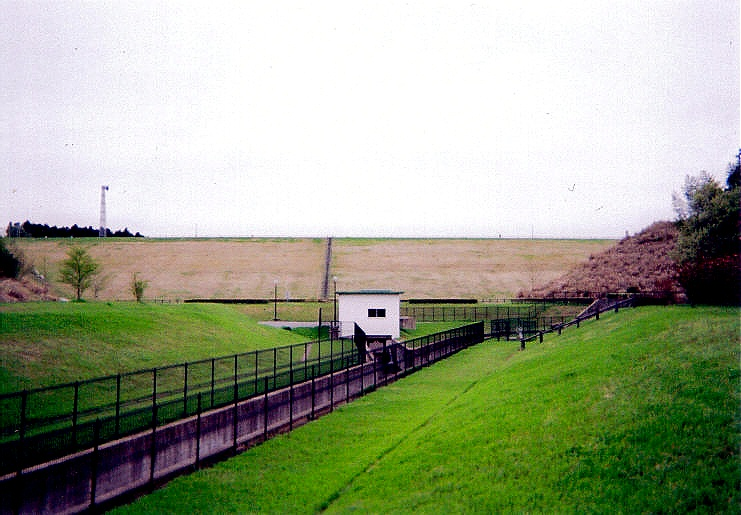
ときがね湖（東金ダム）
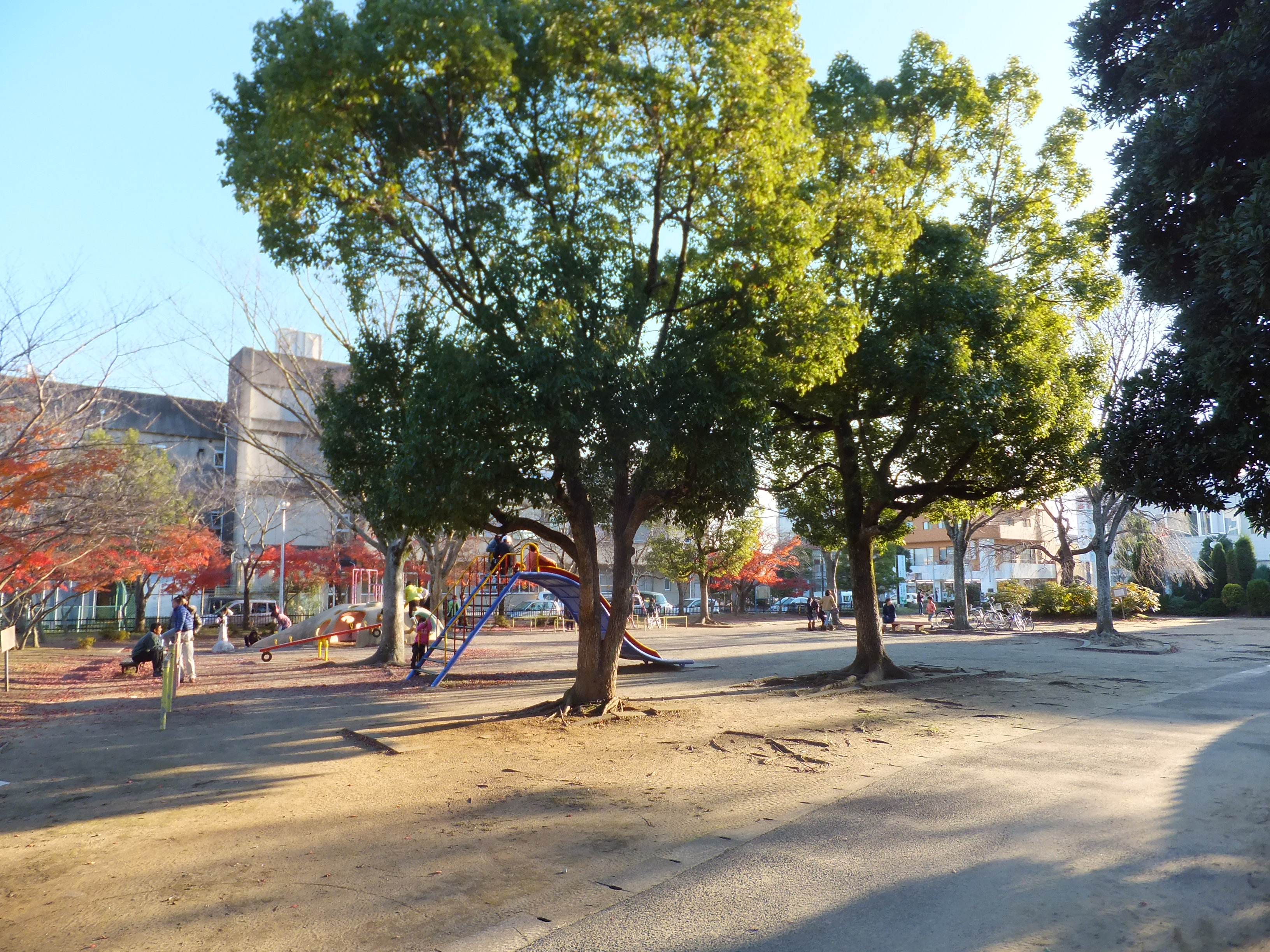
東金中央公園

### 祭事・催事
- 東金やっさまつり（YASSAフェスティバル） - 毎年8月に行われる東金市最大の祭り。連ごとに参加して踊る。
- 日吉神社祭礼 - 地区別の9台の山車や御輿が東金囃子を奏でながら練り歩く約400年続く伝統ある祭礼。隔年開催[注釈 1]。7月下旬の土日に行う[注釈 2]。
- ふれあい祭り - 福岡地区下谷区住民主催の秋祭り[広報 13]。

### 民謡
- 朝の出がけ - 北之幸谷朝の出がけ保存会によって保存継承されている。
- 東金大津絵 - 東金の名所・名物を上げている。大正期には既に失われた名所なども歌詞に残されている。
- 東金甚句 - 大正期以前は山王祭で曳手が歌いながら山車を運行していた。
- 東金小唄 - 北原白秋が作詞。その縁で昭和５年に八鶴館に訪れている。
- 東金音頭 - 長唄。歌詞のみ東金市史に記載あり。
- 東金音頭 - 新民謡。白鳥省吾作詞。佐藤吉五郎作曲。
- 東金花見踊り - 昭和10年東金小学校文芸部作詞。
- 東金雪月花 - 鶯亭金升作詞。杵屋六三郎作曲。
- おいとこそうだよ - 白枡粉屋と同曲。
- 東金節 - 水野茂右衛門のことを歌ったもの。昭和初期まで県内各地に多数分布していたようだが、各所で失伝している。

## 文化財
東金市の国・県指定および国登録文化財一覧。
| 番号 | 指定・登録 | 種別                     | 名称                            | 所在地                    | 所有者または管理者                   | 指定年月日       | 備考               |
| ---- | ---------- | ------------------------ | ------------------------------- | ------------------------- | ------------------------------------ | ---------------- | ------------------ |
| 1    | 国指定     | 記念物（天然記念物）     | 成東・東金食虫植物群落          | 上武射田字入道島1874-35他 | 国、山武市                           | 大正9年7月17日   | 一部は山武市に跨る |
| 2    | 県指定     | 有形文化財（建造物）     | 八坂神社本殿内殿                | 松之郷1269                | 八坂神社                             | 平成15年3月28日  | 1棟                |
| 3    | 県指定     | 有形文化財（絵画）       | 絹本著色天台大師像              | 東金1693                  | 最福寺                               | 平成22年3月19日  | 1幅                |
| 4    | 県指定     | 有形文化財（考古資料）   | 鉢ヶ谷遺跡第1号縄文土壙出土遺物 | 東岩崎1-1                 | 東金市                               | 平成14年3月29日  | 一括               |
| 5    | 県指定     | 無形民俗文化財           | 東金ばやし                      | 岩崎・押堀（日吉神社）    | 東金ばやし保存会い若会・雷囃子保存会 | 昭和38年5月4日   |                    |
| 6    | 県指定     | 無形民俗文化財           | 北之幸谷の獅子舞                | 北之幸谷（稲荷神社）      | 北之幸谷獅子連                       | 昭和39年4月28日  |                    |
| 7    | 国登録     | 登録有形文化財（建造物） | 多田屋本社社屋他                | 東金1135                  | 個人                                 | 平成11年10月14日 | 2件                |
| 8    | 国登録     | 登録有形文化財（建造物） | 八鶴亭本館他                    | 東金1406-1他              | 株式会社八鶴亭                       | 平成21年4月28日  | 5件                |

## 出身有名人
五十音順
- 天野勝弘（元NHKおかあさんといっしょ9代目体操のおにいさん、声優・ナレーター・俳優・タレント）
- 石塚太喜治（元中華民国国立北平芸術専科学校（現中国中央美術学院）教授、美術史研究者・美術教育者・洋画家）
- 大野伝兵衛（豪商）
- 角田奈穂（プロレスラー）
- 河あきら（漫画家）
- 木村太輔（プロレスラー）
- 鈴木勝 - 農民詩人[28]
- 鈴木康幸（消防庁消防大学校消防研究センター所長）[29]
- 関寛斎（蘭学医）
- 高砂浦五郎 (初代)（力士）
- 高乃麗（声優）
- 立川こしら（落語家）
- 長澤和輝（サッカー選手）
- 永田克彦（シドニーオリンピック・レスリング銀メダリスト、総合格闘家）
- 永田裕志（プロレスラー・新日本プロレス）
- 中村唯（女優）
- 成井正光（舞台監督）
- 柊木りお（歌手）
- 深沢亮子（ピアニスト）
- 水野茂右衛門（唐金茂右衛門）（豪商）
- 安川柳渓（文人）
- 柳家吉緑（落語家）

### 名誉市民
- 能勢剛
- 石橋一彌
- 鈴木勝